# Dong Jie (Beachvolleyballspielerin)
Dong Jie (chinesisch 董洁; * 7. August 2001) ist eine chinesische Beachvolleyballspielerin.

## Karriere
Dong Jie spielte 2017 mit Geng Jiaqi, 2018 mit Hang Ting und 2019 mit Cao Shuting vorwiegend auf chinesischen Turnieren Beachvolleyball. Mit Yuan Lvwen gewann sie auf der World Beach Pro Tour 2022 die Future-Turniere in Daegu sowie in Cortegaça und erreichte beim Challenge-Turnier in Torquay Platz zwei.
2023 spielte Dong Jie an der Seite von Olympiateilnehmerin Wang Fan. Auf der World Beach Pro Tour erreichten die beiden Chinesinnen beim Challenge-Turnier in Jūrmala Platz fünf. Anschließend wurden sie auch Fünfte bei der Asienmeisterschaft in Fuzhou. Bei den Asienspielen im heimatlichen Hangzhou gewannen sie im September die Bronzemedaille. Bei der anschließenden Weltmeisterschaft in Tlaxcala erreichten sie als Gruppenzweite die Hauptrunde, in der sie gegen die Lettinnen Tīna Graudiņa und Anastasija Samoilova ausschieden.